# Теодора Несторова
Теодора Георгиева Несторова е българска пианистка и педагожка.

## Биография
Родена е на 24 ноември 1951 г. в Стара Загора. Завършва Софийското средно музикално училище „Любомир Пипков“ в класа на Лидия Кутева през 1970 г. и Българската държавна консерватория (сега Национална музикална академия) при професор Богомил Стършенов през 1974 г. Впоследствие завършва майсторски клас при професор Стършенов и камерна музика при професор Ема Божинова. Специализира пиано в Московската държавна консерватория „Пьотър Илич Чайковски“ през 1987 г. при професор Борис Бехтерев, концертирайки в Москва и други градове в бившия Съветски Съюз. 

Преподава в Клавирната Катедра на Национална музикална академия „Панчо Владигеров“ от 1977 година, първоначално при професор Богомил Стършенов и професор Лили Атанасова а след това като самостоятелен преподавател: 
- Хоноруван Асистент (1978- 1984)
- Щатен Асистент по пиано и клавирна методика (1984- 1989)
- Старши Асистент (1989- 1991)
- Главен Асистент (1991- 1996)
- Доцент (1996- 2015)
- През 1991 и 1992 година преподава пиано и в Югозападният Университет "Неофит Рилски" (тогава Висш Педагогически Институт) в Благоевград

Паралелно с педагогическата си работа Теодора Несторова развива активна 30-годишна концертна дейност от 1977 година в България и чужбина. 
- Дълго концертира и записва с цигулковото дуо Ангел Станков и Йосиф Радионов, с които става лауреат в категорията за ансамбли от двама до шестима изпълнители на Първия международен конкурс и фестивал за камерна музика в Осака (Япония) през 1993 година [3][4]
- Съоснователка е на трио „Арс Класика“ с певиците Людмила и Мариана Бончеви.
- С пианиста Явор Димитров създава клавирно дуо „Теди и Явор“ (1990).[5]

Сред множеството български музикални фестивали, в които е участвала са "Варненско Лято", "Мартенски Музикални Дни", "Аполония", "Нова Българска Музика", "Декемврийски Музикални Вечери", "Седмици на Камерната Музика", "Международен Фестивал на Камерната Музика", "Музикални Дни- Недялка Симеонова", "Ненови Дни", "Златната Антена". Международната и фестивална дейност включва представления в Магдебург, Германия; Пардубице, Чехия;, БЕЛЕФ Белград, Югославия; Дни на Българската Култура в Кастелфранко Венето, Италия; Брюксел, Белгия; Париж и Арас, Франция; Лондон, Великобритания; Берлин, Германия и други. Гастролирала е в Гърция, Австрия, Унгария, Израел, Япония и други. 
Реализира множество радио, телевизионни, концертни и студийни звукозаписи в Балкантон, Метроном, Гега Ню, Чако Мюзик, Българската Национална Телевизия, Българското Национално Радио, Белградска Телевизия, Радио Москва, Радио Прага, Радио Берлин, Северо-Френската телевизия, и Йомиури Телекастинг Корпорейшън.  
Участва в борда на фондация "Млади Български Таланти" и в ред конкурсни журита. Рецензент е на метеодически трудове.     
Почива на 4 септември 2015 г. в София.

## Дискография
- „Пиеси „на бис“ с цигулково дуо Ангел Станков и Йосиф Радионов (Балкантон БКА 12172)
- „Трио Арс Класика“ с Людмила и Мариана Бончеви (Балкантон БКА 11106) 1983 г.
- „Виртуозни пиеси за две цигулки“ с цигулково дуо Ангел Станков и Йосиф Радионов (Балкантон ВКА 11268) 1983 г.
- „Настроение в Полунощ 1“ Ангел Котев (Балкантон БТА 11120) 1983 г.
- „Студиото на Младия Музикант“ (Балкантон ВКА 11961) 1986 г.
- Gesangs- und Klavierlieder nach Texten von Bertold Brecht (Балкантон) 1989 г.
- Osaka International Chamber Music Winning Artists Album (Yomiuri Telecasting Corporation YC 9303) 1993 г.
- „Диалог със Себе Си“ Любомир Денев (Балкантон 070176) 1996 г.
- „Брамс Трио Опус 40“ с Ангел Станков и Йосиф Радионов (Метроном) 1997 г.
- „Брамс Сонати“ с цигулково дуо Ангел Станков и Йосиф Радионов (Гега GC 592) 1997 г.
- „Бележити Изпълнители“ На Концерт с цигулково дуо Ангел Станков и Йосиф Радионов (Балкантон ВКМС 7728) 1997 г.
- Концерт в Зала „България“ 1993 г. с цигулково дуо Ангел Станков и Йосиф Радионов (Метроном) 1997 г.
- „Самотната Птица“ с Явор Димитров (Балкантон ВКМС 7791)
- „Сенки“ клавирно дуо Теди и Явор (Chako Music) 2000 г.